# ورخنیه کازانیشچه
ورخنیه کازانیشچه (به لاتین: Verkhneye Kazanishche) یک منطقهٔ مسکونی در روسیه است که در داغستان واقع شده‌است.